# Hoogvonderen
Hoogvonderen is een wijk in het oosten van de stad Roermond.
De wijk telt 3435 inwoners. Van deze 3435 inwoners
is 44% vrijgezel; er zijn 1470 huishoudens. Hoogvonderen grenst aan de wijk Donderberg.
De bouw van de wijk begon begin jaren '70 van de 20e eeuw. In 1983 kwam de Goede Herderkerk gereed, die tien jaar later alweer gesloten werd.